# Genevreuille
 Genevreuille  es una población y comuna francesa, situada en la región de Franco Condado, departamento de Alto Saona, en el distrito de Lure y cantón de Lure-Nord.

## Demografía
| 164 | 146 | 131 | 138 | 175 | 138 | 159 |
| Para los censos de 1962 a 1999 la población legal corresponde a la población sin duplicidades (Fuente: INSEE [Consultar]) |     |     |     |     |     |     |